# Konohamaru Sarutobi
Konohamaru Sarutobi (猿飛 木ノ葉丸 Sarutobi Konohamaru?) es un personaje del manga y anime Naruto.

## Historia
Konohamaru es el nieto del Tercer Hokage, pero siente que es reconocido solamente por ese vínculo, no por sí mismo (en parte porque todo mundo al principio lo llamaba "Honorable Nieto" en lugar de decirle por su nombre). Al inicio de la serie, acaba de empezar su entrenamiento en la Academia Ninja, pero ya ha intentado numerosos ataques sorpresa hacia su abuelo para poder derrotarle y ser reconocido como Hokage, todos ellos frustrados por su propia inexperiencia. Aunque su tutor Ebisu trata de desanimarlo, es gracias a la influencia de Naruto que Konohamaru se da cuenta de que no hay atajos para poder ser Hokage. Advierte que para conseguir reconocimiento necesita entrenarse duro durante muchos años si alguna vez quiere ser líder de la aldea.
Desde entonces considera a Naruto como jefe y hermano mayor, a la vez que rival, puesto que ambos aspiran al mismo puesto. Curiosamente, al inicio de la segunda parte, Konohamaru hablaba de convertirse en el Séptimo Hokage. Tsunade, extrañada le preguntó que por qué el séptimo y no el sexto, a lo que respondió que Naruto sería el sexto. Antes de conocer a Naruto llevaba una especie de casco, así como una larga bufanda. Después de quedar tan profundamente impresionado, él y sus amigos empiezan a llevar las mismas gafas que Naruto llevaba antes de graduarse. Konohamaru ha aprendido la técnica creada por Naruto, Oiroke no jutsu.
En la segunda temporada es algo más alto, y su bufanda arrastra mucho más por el suelo. Konohamaru pasa su tiempo con dos de sus amigos, Udon Mitokado y Moegi Utatane. Después de los dos años y medio entre ambas temporadas, los tres han alcanzado el rango de genin y tienen como sensei jōnin a Ebisu Shinoda. En el anime se muestra que entre sus primeras misiones está el rescate de un gato, y que Konohamaru se enfada por tener que realizar misiones tan sencillas: ambas cosas son un reflejo de lo que le sucedió a Naruto cuando empezó su vida como ninja, aunque esto no se muestra en el manga.
Este personaje recibe su nombre del de su aldea, Konoha, y el sufijo -maru, muy común en los nombres japoneses masculinos. Termina muchas de sus oraciones con la partícula "kore", que es, como el "dattebayo" de Naruto, una expresión única e imposible de traducir, siendo más bien una forma de hablar. Durante el funeral de Asuma Sarutobi llama tío a este, por lo que las dudas sobre la identidad de su padre se mantienen todavía. Es indudable sin embargo que sea descendiente de Sarutobi, puesto que su pelo tiene el mismo estilo que los otros dos miembros conocidos de su familia.
Anteriormente, Konoha estaba siendo invadida y Konohamaru presenció que un cuerpo de Pain estaba preguntando por Naruto a dos ninjas desconocidos de la Hoja, a lo que estos no responden y el cuerpo de Pain los asesinó; descubre la presencia de Konohamaru y luego Ebisu sale a protegerlo, pero es derrotado por Pain, cuando este le pregunta a Ebisu sobre Naruto no le responde. Cuando lo iba a asesinar, Konohamaru apareció diciéndole que le iba a derrotar, entonces Pain atrapó a Konohamaru y Ebisu intentó ayudarle, pero Pain le lanzó por los aires. Incluso estando atrapado, Konohamaru intentó averiguar los poderes de Pain, pero su alma empezó a ser absorbida poco a poco; en ese momento, Konohamaru resultó ser un kage bushin y recordó los entrenamientos con Naruto, apareciendo de entre el humo con un Rasengan y diciéndole a Pain que él, Konohamaru Sarutobi, es un gennin nombrado como su aldea y no debía olvidarle.
Más tarde, durante la Cuarta Guerra Ninja, se ve a Konohamaru, Udon y Moegi patrullando su aldea, Udon y Moegi están muy emocionados por eso, pero Konohamaru les recuerda que no se trata de un simple juego. Posteriormente, escuchan los gritos de Karin, quién esta prisionera en la división de inteligencia.